# Estación de Revilla del Campo
Revilla del Campo fue una estación de ferrocarril situada en el municipio español de Revilla del Campo, en la provincia de Burgos, que formaba parte del histórico ferrocarril Santander-Mediterráneo. En la actualidad el recinto ferroviario se encuentra semi-desmantelado, careciendo del edificio principal.

## Situación ferroviaria
Las instalaciones se encontraban situadas en el punto kilométrico 224,257 de la línea férrea de ancho ibérico Santander-Mediterráneo, a 946 metros de altitud sobre el nivel del mar.

## Historia
Construida por la Compañía del Ferrocarril Santander-Mediterráneo, entraría en servicio en agosto de 1927 con la inauguración del tramo Burgos-Cabezón de la Sierra. En 1941, con la nacionalización de los ferrocarriles de ancho ibérico, las instalaciones pasaron a manos de RENFE. Tras entrar en declive, en la década de 1960 la estación fue rebajada de categoría y reclasificada como apeadero. Las instalaciones dejaron de prestar servicio con la clausura al tráfico de la línea Santander-Mediterráneo en enero de 1985. La vía fue posteriormente levantada, con el desmantelamiento de la línea. La entidad Adif, que desde 2005 asumió la gestión de las instalaciones, derribó la antigua estación en diciembre de 2016 ante el estado de ruina en que se encontraba.